# Geoff Page
Geoff Page, né le 7 juillet 1940 à Grafton en Nouvelle-Galles du Sud, est un poète australien.

## Biographie
Geoff Page a occupé plusieurs postes dans diverses institutions universitaires, y compris Edith Cowan University, Curtin University, l'Australian Defense Academy, et l'University of Wollongong. De 1974 jusqu'à 2001 il dirigeait le département d'anglais à Narrabundah College. Il a reçu le prix Patrick White 2001. 

## Œuvres
- (en) Selected Poems, 1991
- (en) Gravel Corners, 1992
- (en) Human Interest, 1994
- (en) A Reader’s Guide to Contemporary Australian Poetry, 1995
- (en) The Secret, 1996
- (en) The Great Forgetting, 1997Écrit avec Bevan Hayward Pooaraar.
- (en) Bernie McGann: A Life in Jazz, 1997
- (en) The Scarring, 1999
- (en) Collateral Damage, 1999
- (en) Darker and Lighter, 2001
- (en) My Mother’s God, 2002
- (en) The Indigo Book of Modern Australian Sonnets, 2003En tant qu'éditeur
- (en) Drumming on Water, 2003
- (en) Cartes Postales, 2004